# Ciclopentanoperhidrofenantreno
El ciclopentanoperhidrofenantreno o cicloperhidropentanofenantreno es un hidrocarburo policíclico saturado que constituye la estructura fundamental de los esteroides, una clase de lípidos de gran relevancia biológica y bioquímica. Este compuesto es también conocido por sus sinónimos, gonano y esterano. Su fórmula molecular es C
17H
28.
La trascendencia de esta estructura radica en su papel como esqueleto base a partir del cual se derivan una vasta gama de compuestos biológicamente activos. Estos incluyen el colesterol, esencial para la integridad de las membranas celulares; las hormonas sexuales, como la progesterona, testosterona y estrógenos, que regulan procesos reproductivos y de desarrollo; las hormonas de la corteza suprarrenal, como el cortisol y la aldosterona, con funciones metabólicas y de equilibrio de fluidos; las sales biliares, fundamentales en la digestión de lípidos; y la vitamina D, crucial para el metabolismo del calcio.

## Levonorgestrel
Es un progestágeno usado en las formulaciones anticonceptivas que tiene una actividad biológica aproximadamente 80 veces más potente que la progesterona endógena. Tiene un efecto androgénico porque compite con la testosterona para unirse a la proteína transportadora, y además tiene actividad antiestrogénica. Sin embargo, estos preparados tienen una influencia desfavorable sobre la relación entre el LDL-colesterol y el HDL-colesterol por su efecto androgénico y cuando se administran en combinación con 30 µg de etinilestradiol reducen la fracción LDL y elevan la HDL. El avance más importante que se ha producido en los últimos años ha sido la obtención de tres gestágenos derivados del levonorgestrel y que son los llamados “progestágenos de tercera generación”.

## Desogestrel
Disponible desde 1982, fue el primero de los progestágenos más selectivos que llegó a estar disponible para uso en los AO. Es 2,8 veces más potente que el levonorgestrel, tiene pocos efectos androgénicos (prácticamente no compite con la testosterona para ligarse a la proteína transportadora) y no tiene influencia sobre la actividad estrogénica, lo que permite emplear bajas dosis de estrógenos en los preparados anticonceptivos y reducir la aparición de efectos secundarios (Dibbelt et al, 1991). Además, limita la penetración de espermatozoides a través del moco cervical y es un poderoso inhibidor de la ovulación.

## Gestodeno
Fue el segundo progestágeno de tercera generación disponible comercialmente. No necesita del metabolismo hepático para ser biológicamente activo. Es 1,5 veces más potente que el levonorgestrel. No interfiere con el metabolismo de la testosterona y evita, en gran medida, los efectos androgénicos secundarios de los AO que contienen norgestrel y levonorgestrel. A diferencia del desogestrel tiene un importante efecto antiestrogénico lo cual limita la dosis utilizada.

## Norgestimato
Es el más nuevo de todos. Los ensayos biológicos han demostrado que tiene una alta selectividad progestacional y su afinidad para unirse con los receptores androgénicos es menor que la del gestodeno y el levonorgestrel, lo que le confiere una elevada actividad progestacional con muy baja actividad androgénica (Huber, 1991).
Con los conocimientos actuales, el perfil de un AO no se puede representar simplemente por la suma de ambos componentes; sino por una compleja interacción entre los dos. Esta interacción se puede manifestar con un potente sinergismo entre el estrógeno y el progestágeno o, por el contrario, con un efecto antagónico entre ambos.